# Quadrangle de Nepthys Mons
Le quadrangle de Nepthys Mons (littéralement :  quadrangle du mont Nephtys), aussi identifié par le code USGS V-54, est une région cartographique en quadrangle sur Vénus. Elle est définie par des latitudes comprises entre 25° et 50° S et des longitudes comprises entre 300° et 330° E,. Il tire son nom du mont Nephtys.